# Monte Sadron
Monte Sadron este o arie protejată (arie specială de conservare — SAC, sit de importanță comunitară — SCI) din Italia întinsă pe o suprafață de 2.181 ha, integral pe uscat.

## Localizare
Centrul sitului Monte Sadron este situat la coordonatele 46°18′12″N 10°54′18″E / 46.303333°N 10.905°E.

## Înființare
Situl Monte Sadron a fost declarat sit de importanță comunitară în octombrie 2010 pentru a proteja 1 specie de plante și 29 de specii de animale. Situl a fost protejat și ca arie specială de conservare în noiembrie 2016.

## Biodiversitate
Situată în ecoregiunea alpină, aria protejată conține 17 habitate naturale: Păduri alpine de Larix decidua și/sau Pinus cembra, Pante stâncoase calcaroase cu vegetație casmofită, Formațiuni ierboase bogate în specii de Nardus, dezvoltate pe substraturi silicioase în zone montane (și în zone submontane, în Europa continentală), Pajiști alpine și subalpine calcaroase, Lespezi calcaroase, Tufărișuri cu Pinus mugo și Rhododendron hirsutum (Mugo-Rhododendretum hirsuti), Păduri de fag Asperulo-Fagetum, Fânețe montane, Grohotișuri calcaroase și de șisturi calcaroase de la nivelul montan până la nivelul alpin (Thlaspietea rotundifolii), Pajiști carstice calcaroase sau bazofile, de Alysso-Sedion albi, Ape stătătoare oligotrofe până la mezotrofe, cu vegetație de Littorelletea uniflorae și/sau de Isoëto-Nanojuncetea, Mlaștini alcaline, Păduri aluvionare cu Alnus glutinosa și Fraxinus excelsior (Alno-Padion, Alnion incanae, Salicion albae), Păduri pe pante, grohotișuri și ravene de Tilio-Acerion, Pajiști alpine și boreale, Păduri acidofile de Picea de la nivel montan la nivel alpin (Vaccinio-Piceetea), Liziere de ierburi înalte hidrofile de câmpie și de nivel montan până la alpin.
La baza desemnării sitului se află mai multe specii protejate:
- plante (1): papucul doamnei (Cypripedium calceolus)
- păsări (28): uliu porumbar (Accipiter gentilis), uliu păsărar (Accipiter nisus), minunița (Aegolius funereus), potârnichea de stâncă (Alectoris graeca saxatilis), fâsă de pădure (Anthus trivialis), acvilă de munte (Aquila chrysaetos), ciuf-de-pădure (Asio otus), cocoșul de mesteacăn (Bonasa bonasia), buha (Bubo bubo), Carduelis citrinella, lăstun de casă (Delichon urbicum), ciocănitoare neagră (Dryocopus martius), șoim călător (Falco peregrinus), vânturel roșu (Falco tinnunculus), ciuvică (Glaucidium passerinum), zăgan (Gypaetus barbatus), Lagopus muta helvetica, sfrâncioc roșiatic (Lanius collurio), Lyrurus tetrix tetrix, mierlă de piatră (Monticola saxatilis), cinghiță alpină (Montifringilla nivalis), pietrar sur (Oenanthe oenanthe), viespar (Pernis apivorus), ciocănitoare verzuie (Picus canus), mărăcinar (Saxicola rubetra), silvie-mică (Sylvia curruca), Tachymarptis melba,  cocoș de munte (Tetrao urogallus)
- mamifere (1): urs brun (Ursus arctos)

Pe lângă speciile protejate, pe teritoriul sitului au mai fost identificate 52 de specii de plante, 1 specie de păsări, 2 specii de amfibieni, 18 specii de mamifere, 1 specie de pești, 3 specii de reptile.